# Торонто Близзард (1971—1984)
«Торонто Близзард» (англ. Toronto Blizzard) — бывший профессиональный футбольный клуб из Торонто, Онтарио, Канада, игравший в североамериканской футбольной лиге.

## История
«Метро Торонто» вступил в NASL в 1971 году. Их домашним стадионом был «Варсити».
В 1975 году команда объединилась с «Торонто Кроэйша» в Национальной футбольной лиге, став «Торонто Метрос-Кроэйша». Клуб выиграл в 1976 году кубок чемпионата.
Глобальная сеть телевидения приобрела права на «Торонто Метрос-Кроэйша» 1 февраля 1979 года. После покупки «Торонто Кроэйша» вернулся в NSL как отдельный клуб. Команда была переименована в «Торонто Близзард» после поглощения. Благодаря новым собственникам посещаемость выросла почти в два раза.
«Близзард» был членом NASL до 1984 года, последнего года существования лиги. Команда шла на втором месте в чемпионате в 1983 году, проиграв Соккер Боул в матче с «Талса Рафнекс» 2:0 перед почти шестидесятитысячной публикой на стадионе в Ванкувере. Они были вторыми снова в 1984 году, когда проиграли «Чикаго Стинг». Клуб тренировал в эти последние два года Бобби Хафтон, его ассистентом был Дэйв Тернер.
«Близзард» получал право на участие в плей-офф только дважды, в 1979 и 1982 годах, проиграв в первом раунде оба раза.

## Тренеры
- Боб Хафтон (1982—1984)